# Гуайманго
Гуайманго (исп. Guaymango) — город и муниципалитет в Сальвадоре, в департаменте Ауачапан.

## История
Муниципалитет основан 15 января 1543 года. Из-за своего расположения в районе стыка границ трёх департаментов, в XIX-XX веках не раз менял административную принадлежность.

## География
Гуайманго расположен в переходной зоне между прибрежными равнинами и горами внутренней части страны.